# 10 octobre
Pour les articles homonymes, voir Dix-Octobre.
10 septembre 10 novembre
Chronologies thématiques
- Croisades
- Ferroviaires
- Sports
- Disney
- Anarchisme
- Catholicisme

Abréviations / Voir aussi
- (° 1852) = né en 1852
- († 1885) = mort en 1885
- a.s. = calendrier julien
- n.s. = calendrier grégorien
- Calendrier
- Calendrier perpétuel
- Liste de calendriers
- Naissances du jour

Le 10 octobre est le 283e jour de l'année du calendrier grégorien, 284e lorsqu'elle est bissextile (il en reste ensuite 82).
C'était généralement l'équivalent du 19 vendémiaire du calendrier républicain français, officiellement dénommé jour du tournesol.

## Événements

### Iersiècleav. J.-C.
- -43 : la cité de Lugdunum (aujourd'hui Lyon) est fondée par le proconsul de Gaule Munatius Plancus (voir aussi la veille 9 octobre).

### VIIesiècle
- 680 : bataille de Kerbala victorieuse pour les Omeyyades.

### XIesiècle
- 1077 : l'armée byzantine d'Orient se révolte, et proclame empereur Nicéphore Botaniatès.

### XVIesiècle
- 1575 : bataille de Dormans (5e guerre de religion). Les forces royales du duc de Guise écrasent les Malcontents de Thoré.

### XVIIIesiècle
- 1746 : les troupes britanniques vaincues de James St Clair rembarquent sur les transports britanniques, mettant fin au siège de Lorient.
- 1793 : un rapport de Saint-Just proclame « le gouvernement révolutionnaire jusqu’à la paix », la constitution de 1793 n’est pas appliquée, et les libertés sont suspendues, en attendant le retour à l’ordre et à la paix.
- 1795 : bataille de Héric, pendant la Chouannerie.

### XIXesiècle
- 1801 : traité de Paris.
- 1806 : bataille de Saalfeld, victoire des Français sur la coalition prusso-saxonne commandée par le prince Louis-Ferdinand de Prusse, lequel meurt au cours de l’affrontement infra.
- 1863 : Maximilien d'Autriche accepte le trône du Mexique.
- 1868 : déclenchement de la guerre des Dix Ans à Cuba.

### XXesiècle
- 1911 : soulèvement de Wuchang, début de la révolution Xinhai (cf. fête taïwanaise infra).
- 1920 : référendum de Carinthie.
- 1954 : naissance du Front de libération nationale, en Algérie.
- 1958 : Madagascar obtient un premier niveau d'autonomie, en tant que République autonome malagasy, au sein de la Communauté française.
- 1967 : entrée en vigueur du traité de l'espace.
- 1970 : indépendance des îles Fidji (cf. fête nationale infra).

### XXIesiècle
- 2010 : dissolution des Antilles néerlandaises.
- 2017 : au Liberia, élections générales.
- 2018 : un référendum sur un changement de système électoral a lieu à Guernesey.
- 2022 : en Ukraine, une série de bombardements russes touche les grandes villes, dont la capitale Kiev[1].
- 2023 : au Liberia, l’élection présidentielle se tient en même temps que les élections législatives et sénatoriales[2]. L'ancien footballeur et président sortant George Weah, du CDC est candidat à sa réélection[3].
- 2024 : 18e jours des bombardements israéliens au Liban qui font état de 22 morts et 117 blessés de plus[4].

## Arts, culture et religion
- 614 : concile de Paris.
- 1919 : création de La femme sans ombre, opéra de Richard Strauss, à Vienne (Autriche).
- 1982 : canonisation de Maximilien Kolbe par le pape Jean-Paul II.
- 1997 : ouverture de la bibliothèque numérique Gallica, par la BNF sous Jean-Noël Jeanneney, en francophonie.
- 2019 : deux prix Nobel de littérature sont décernés cette année, car celui de 2018 a été reporté en raison d'un scandale d'agression sexuelle[5]. Il est attribué à la Polonaise Olga Tokarczuk (pour 2018), et à l'Autrichien Peter Handke (pour 2019)[6].
- 2024 : le prix Nobel de littérature est attribué à la romancière Sud-coréenne Han Kang[7].

## Sciences et techniques
- 1913 : fin du percement du canal de Panama[8].

## Économie et société
- 1768 : tremblement de terre en Haïti.
- 1780 : formation du Grand Ouragan de 1780.
- 1903 : à Manchester, Emmeline et Christabel Pankhurst fondent l'Union féminine sociale et politique.
- 1957 : incendie de Windscale.
- 1964 : cérémonie d'ouverture des Jeux olympiques d'été à Tokyo qui sont les premiers J.O. organisés en Asie et à être diffusés en direct, en couleur et en mondovision, suivis alors par 800 millions de téléspectateurs[9].
- 1988 : formation de l'ouragan Joan-Miriam.
- 2015 : une attaque à la bombe provoque au moins 97 morts et 500 blessés, à Ankara.
- 2016 : l'Américano-Britannique Oliver Hart, et le Finlandais Bengt Holmström, reçoivent le prix de la Banque de Suède en sciences économiques en mémoire d'Alfred Nobel, pour « leurs contributions à la théorie des contrats ».
- 2022 : le prix Nobel d'économie est attribué aux Américains Ben Bernanke, Douglas Diamond et Philip Dybvig pour leurs recherches sur les banques et les crises financières[10].

## Naissances

### XIVesiècle
- 1332 : Charles II, roi de Navarre de 1349 à 1387 († 1er janvier 1387).

### XVesiècle
- 1470 : Sélim Ier, sultan ottoman de 1512 à 1520 († 20 septembre 1520).
- 1486 : Charles III de Savoie, duc de Savoie et prince de Piémont de 1504 à 1553 († 17 août 1553).

### XVIIesiècle
- 1646 : Mademoiselle Françoise de Sévigné, future Madame (la comtesse) de Grignan, principale destinataire des lettres de sa mère, Madame de Sévigné († 13 août 1705).
- 1656 : Nicolas de Largillierre, peintre français († 20 mars 1746).
- 1678 : John Campbell, militaire écossais († 4 octobre 1743).
- 1684 : Antoine Watteau, peintre français († 18 juillet 1721).

### XVIIIesiècle
- 1731 : Henry Cavendish, physicien et chimiste britannique († 24 février 1810).
- 1734 : Maria Teresa Cucchiari, religieuse et éducatrice italienne († 10 juin 1801).
- 1738 : Benjamin West, peintre américain († 11 mars 1820).
- 1800 : Louis Jasieński, prêtre dominicain et insurgé polonais († 1842).

### XIXesiècle
- 1813 : Giuseppe Verdi, compositeur italien († 27 janvier 1901).
- 1819 : Heinrich Joseph Dominicus Denzinger, théologien allemand († 19 juin 1883).
- 1830 : Isabelle II d'Espagne, reine, exilée en France († 9 avril 1904).
- 1834 : Aleksis Kivi (né Alexis Stenvall), écrivain national finlandais, considéré comme le père de la littérature finnoise († 31 décembre 1872).
- 1840 : Émile Pouvillon, écrivain français († 7 octobre 1906).
- 1853 : « Punteret » (Joaquín Sans y Almenar dit), matador espagnol († 28 février 1888).
- 1856 : Luis Mazzantini, matador espagnol († 24 avril 1926).
- 1860 : Rufus Isaacs, homme politique britannique († 30 décembre 1935).
- 1861 : Fridtjof Nansen, explorateur norvégien († 13 mai 1930).
- 1863 : Louis Cyr, homme fort canadien († 10 novembre 1912).
- 1864 : Arthur Gould, joueur de rugby gallois († 2 janvier 1919).
- 1865 : Rafael Merry del Val, prélat espagnol († 26 février 1930).
- 1866 : Gabriel Cabannes, avocat, écrivain et biographe français († 8 avril 1958).
- 1882 : « Corchaíto » (Fermín Muñoz Corchado y González dit), matador espagnol († 9 août 1914).
- 1889 : Antonio Baldini, écrivain, critique littéraire et journaliste italien († 6 novembre 1962).
- 1891 : Raymond Bernard, cinéaste français († 12 décembre 1977).
- 1898 : Marie-Pierre Kœnig, militaire et homme politique français († 2 septembre 1970).
- 1900 : 
  - Helen Hayes, actrice américaine († 17 mars 1993).
  - André Morice, homme politique français († 17 janvier 1990).

### XXesiècle
- 1901 : Alberto Giacometti, peintre et sculpteur suisse († 11 janvier 1966).
- 1903 :
  - Charles de Belgique, second fils du roi Albert Ier de Belgique et de la reine Élisabeth en Bavière († 1er juin 1983).
  - Vernon Duke, compositeur américain († 16 janvier 1969).
- 1905 : Maximilien Rubel, marxologue français († 28 février 1996).
- 1906 : R. K. Narayan (आर के नारायण) (Rasipuram Krishnaswami Narayanaswami dit), écrivain indien († 13 mai 2001).
- 1908 : John « Johnny » Green, compositeur et chef d'orchestre américain († 15 mai 1989).
- 1910 : Jacques Hérold, peintre français († 11 janvier 1987).
- 1911 : Clare Hollingworth, journaliste et correspondante de guerre britannique († 10 janvier 2017).
- 1913 : Claude Simon, romancier français, prix Nobel de littérature en 1985 († 6 juillet 2005).
- 1914 :
  - Ivory Joe Hunter, chanteur américain († 8 novembre 1974).
  - Mario Lanzi, athlète italien spécialiste du demi-fond († 21 février 1980).
  - Agostino Straulino, skipper italien, champion olympique († 14 décembre 2004).
- 1915 :
  - William Leroy « Bill » Chadwick, arbitre et commentateur de hockey sur glace américain († 24 octobre 2009).
  - Harry « Sweets » Edison, musicien américain († 27 juillet 1999).
- 1916 : Bernard Heuvelmans, zoologiste belge († 22 août 2001).
- 1917 : Thelonious Monk, musicien américain († 17 février 1982).
- 1918 :
  - Yigal Allon (יגאל אלון), homme politique israélien, premier ministre intérimaire d'Israël, en 1969 († 29 février 1980).
  - Jean Ferniot, journaliste et écrivain français († 21 juillet 2012).
  - Jean Gimpel, historien français († 16 juin 1996).
- 1919 :
  - Edgar Laprade, hockeyeur professionnel canadien († 28 avril 2014).
  - Willard Estey, juge de la Cour suprême du Canada († 25 janvier 2002).
- 1920 : Jacqueline Mazéas, lanceuse de disque française († 9 juillet 2012).
- 1924 :
  - James Clavell, écrivain et cinéaste britannique († 7 septembre 1994).
  - Ludmila Tcherina (Monique Tchemerzine dite), danseuse, tragédienne, écrivaine, peintre et sculptrice française († 21 mars 2004).
  - Edward Davis « Ed » Wood Junior, cinéaste et acteur américain († 10 décembre 1978).
- 1926 : Richard Jaeckel, acteur américain († 14 juin 1997).
- 1927 : Ibsen Dana Elcar, acteur américain († 6 juin 2005).
- 1928 : Patrick El Mabrouk, athlète de demi-fond français († 3 février 1993).
- 1929 : Georges Carabignac, joueur de rugby français († 21 février 1973).
- 1930 :
  - Yves Chauvin, chimiste français, prix Nobel de chimie en 2005 († 28 janvier 2015).
  - Harold Pinter, homme de théâtre britannique, prix Nobel de littérature en 2005 († 24 décembre 2008).
  - Konstantin Vyrupayev (Константин Григорьевич Вырупаев), lutteur de gréco-romaine soviétique puis russe († 31 octobre 2012).
  - Kim Winona (Constance Elaine Mackey dite), actrice américaine († 23 juin 1978).
- 1935 : David Fraser « Dave » Charnley, boxeur anglais († 3 mars 2012).
- 1936 : Michel Peyrelon, acteur français († 4 juin 2003).
- 1940 : Takuji Hayata, gymnaste japonais, double champion olympique.
- 1941 :
  - Peter Coyote (Robert Peter Cohon dit), acteur américain.
  - Yves Lamontagne, psychiatre québécois, président du Collège des médecins du Québec de 1998 à 2010.
  - Monique Noirot, athlète de sprint français.
- 1942 : Wojtek Siudmak, peintre polonais.
- 1945 : Antonio Cañizares Llovera, prélat espagnol.
- 1946 :
  - Walter Charles Dance, acteur et réalisateur britannique.
  - Peter Mahovlich, hockeyeur canadien.
  - Franco Malerba, spationaute italien.
- 1947 : Francis Perrin, acteur et réalisateur français.
- 1948 : Séverine (Josiane Grizeau dite), chanteuse française.
- 1951 : Jeanette (Janette Anne Dimech dite), chanteuse espagnole d'origine anglaise.
- 1952 : Ebere Onwudiwe, économiste politique nigérian († 9 janvier 2021).
- 1953 :
  - Albert Rust, footballeur puis entraîneur français.
  - Midge Ure, auteur-compositeur-interprète britannique.
- 1954 :
  - Ariane Ascaride, actrice française.
  - David Lee Roth, chanteur américain, leader du groupe Van Halen.
  - Fernando Santos, footballeur puis entraîneur portugais.
- 1955 :
  - Frédéric « Hippolyte » Girardot, acteur français.
  - Daniel Lemire, humoriste canadien.
  - Philippe Lioret, réalisateur français.
- 1957 :
  - Didier Roustan, journaliste sportif français († 11 septembre 2024).
  - Rumiko Takahashi (高橋 留美子), mangaka japonaise.
- 1958 :
  - John Grunsfeld, astronaute américain.
  - Brendan Moon, joueur de rugby australien.
  - Tanya Tucker, chanteuse américaine.
  - Mark Warby, homme de loi et juriste britannique.
- 1960 : Eric Martin, chanteur et musicien américain du groupe Mr. Big.
- 1961 : 
  - Viktor Moujenko, militaire ukrainien.
  - Uwe Proske, escrimeur allemand, champion olympique.
- 1962 : Rex Joseph Walheim, astronaute américain.
- 1963 :
  - Celso Pansera, homme politique brésilien.
  - Daniel Pearl, journaliste américain († 1er février 2002).
  - Vegard Ulvang, fondeur norvégien.
  - Jolanda de Rover, nageuse néerlandaise, championne olympique.
- 1964 :
  - Manuel Legris, danseur français.
  - Maxi Gnauck, gymnaste est-allemande, championne olympique.
- 1965 :
  - Anton Batagov (Антон Александрович Батагов), musicien russe.
  - Chris Penn, acteur américain († 24 janvier 2006).
  - Toshi (Toshimitsu Deyama / 出山利三 dit), chanteur japonais.
- 1966 : 
  - Elana Meyer, athlète sud-africaine spécialiste du fond.
  - Dominique Vienne, chef d'entreprise français.
- 1967 :
  - Jonathan Littell, écrivain franco-américain.
  - Gavin Newsom, gouverneur du Californie.
- 1968 : Bart Brentjens, coureur cycliste néerlandais, champion olympique de cross-country.
- 1969 : Brett Favre, joueur de football américain.
- 1970 :
  - Mohammed Mourhit, athlète de fond belge.
  - Stéphane Slima, acteur français († 26 août 2012).
  - Matthew Pinsent, rameur d'aviron britannique, quadruple champion olympique.
- 1971 :
  - Ievgueni Kissine (Евгений Игоревич Кисин), pianiste virtuose russe.
  - Reynald Pedros, footballeur français.
- 1972 : Sim Kwon-ho, lutteur sud-coréen, double champion olympique.
- 1973 :
  - Joël Chenal, skieur alpin français.
  - Vikash Dhorasoo, footballeur français.
  - Mario López, acteur et producteur américain.
- 1974 :
  - Dale Earnhardt Jr.., pilote de courses automobile américain.
  - Christopher Robert « Chris » Pronger, hockeyeur canadien.
- 1976 :
  - Patrick Brian « Pat » Burrell, joueur de baseball américain.
  - Shane Doan, hockeyeur canadien.
- 1977 : Tina Wunderlich, footballeuse allemande.
- 1978 :
  - Pollard Berrier, chanteur et musicien du groupe Archive.
  - Aymeric Jeanneau, basketteur français.
  - Jodi Lyn O'Keefe, actrice américaine.
- 1979 :
  - Mýa (Mýa Marie Harrison dite), chanteuse américaine.
  - Joel Przybilla, basketteur américain.
- 1980 :
  - Chuck Eidson, basketteur américain.
  - Julie Pomagalski, snowboardeuse française.
- 1981 : Mustapha Boussaid, footballeur algérien.
- 1982 :
  - Rory Lamont, joueur de rugby écossais.
  - Soane Toevalu, joueur de rugby français.
  - David Cal, céiste espagnol, champion olympique.
- 1983 :
  - Juan Pedro Gutiérrez, basketteur argentin.
  - David Monds, basketteur américain.
  - Davit Zirakashvili, joueur de rugby géorgio-français.
- 1984 :
  - Miguel Ângelo Ferreira de Castro, footballeur portugais.
  - Jean-Baptiste Grange, skieur alpin français.
  - Ryan Hollins, basketteur américain.
  - Chiaki Kuriyama (栗山　千明), actrice japonaise.
  - Troy Tulowitzki, joueur de baseball américain.
- 1985 :
  - Alex Meraz, acteur américain.
  - Marko Popović (Марко Поповић), basketteur monténégrin.
  - Egor Vyaltsev (Егор Иванович Вяльцев), basketteur russe.
- 1986 :
  - Nathan Jawai, basketteur australien.
  - Andrew McCutchen, joueur de baseball américain.
  - Pierre Rolland, cycliste sur route français.
  - Calvin Zhou, guitariste britannique du groupe Hadouken!.
- 1987 :
  - Nenè Nhaga Bissoli, footballeuse internationale italienne d'origine Bissaoguinéenne.
  - Alice Spooner, chanteuse française du groupe Hadouken!.
- 1988 :
  - Brown Ideye, footballeur nigérian.
  - Rose McIver, actrice néo-zélandaise.
- 1989 :
  - Jacob Pullen, joueur américain de basket-ball.
  - Aimee Teegarden, actrice américaine.
- 1990 : Jonathan Bourhis, basketteur français († 1er novembre 2009).
- 1991 :
  - Gabriella Cilmi, chanteuse australienne.
  - Xherdan Shaqiri, footballeur albano-suisse.
- 2000 :
  - Darya Bilodid, judokate ukrainienne.
  - Desiet Kidane, coureuse cycliste érythréenne († 8 novembre 2021).

### XXIesiècle
- 2002 : Mukarama Abdulai, footballeuse ghanéenne.
- 2003 : Maggie Elizabeth Jones, actrice américaine.

## Décès

### Iersiècle
- 19 : Germanicus, militaire romain (° 24 mai 15 av. J.-C.).

### XVIIIesiècle
- 1792 : Constantine John Phipps, explorateur britannique (° 19 mai 1744).
- 1795 : Francesco Antonio Zaccaria, théologien et historien italien (° 27 mars 1714).

### XIXesiècle
- 1806 : Louis-Ferdinand de Prusse, prince prussien mort au combat supra (° 18 novembre 1772).
- 1831 : Johann Christian Ludwig Hellwig, entomologiste allemand (° 8 novembre 1743).
- 1881 : Saint Daniel Comboni, évêque de Khartoum, canonisé en 2003 par Jean-Paul II (° 15 mars 1831).
- 1886 :
  - Adalbert Deganne, ingénieur et homme politique français (° 22 octobre 1817).
  - Barthélémy Ferrary, homme politique français (° 25 avril 1827).
  - Albert Humbert, écrivain et journaliste français (° 24 février 1835).
  - David Levy Yulee, homme politique américain (° 12 juin 1810).
  - Johann Evangelist Wagner, prêtre et vénérable catholique allemand (° 5 décembre 1807).

### XXesiècle
- 1910 : Jean-Marie Cazauran, historien et religieux français (° 2 mai 1845).
- 1914 : Domenico Ferrata, prélat italien (° 4 mars 1847).
- 1921 : Louis Mesnier, footballeur français (° 1884).
- 1930 : Adolf Engler, botaniste allemand (° 25 mars 1844).
- 1936 : « Bombita III » (Manuel Torres Reina dit), matador espagnol (° 9 octobre 1884).
- 1937 : Paul Vaillant-Couturier, écrivain, journaliste et homme politique français (° 8 janvier 1892).
- 1939 : Benjamin Rabier, dramaturge, animateur, illustrateur et auteur jeunesse français (de « La vache qui rit » à « Gédéon », ° 30 décembre 1864).
- 1945 : Joseph Darnand, militaire et homme politique français (° 19 mars 1897).
- 1952 : Henri d'Astier de La Vigerie, résistant et homme politique français (° 11 septembre 1897).
- 1963 : Édith Piaf (Édith Giovanna Gassion dite la môme), chanteuse française (° 19 décembre 1915).
- 1964 : Eddie Cantor (Edward Israel Itzkowitz dit), comédien et chanteur américain (° 31 janvier 1892).
- 1966 : Charlotte Cooper, joueuse de tennis britannique (° 22 septembre 1870).
- 1970 : Édouard Daladier, homme politique et professeur d’histoire français, président du Conseil en 1933, en 1934 puis de 1938 à 1940 (° 18 juin 1884).
- 1971 : Philippe Hériat, écrivain français académicien Goncourt (° 15 septembre 1898).
- 1972 : Kenneth Edgeworth, ingénieur et astronome irlandais (° 26 février 1880).
- 1979 : Paul Paray, chef d'orchestre et compositeur français académicien ès beaux-arts (° 24 mai 1886).
- 1983 : Ralph Richardson, acteur britannique (° 19 décembre 1902).
- 1985 :
  - Yul Brynner (Juli Borissovitch Bryner dit), acteur américain (° 11 juillet 1920).
  - Orson Welles, cinéaste et acteur américain (° 6 mai 1915).
- 1986 : Maurice Vidalin, auteur et parolier français (° 18 avril 1924).
- 1996 : Robert Bouchery, magistrat français (° 9 novembre 1920).
- 1997 :
  - Sven Follin, psychiatre français (° 2 avril 1911).
  - George Malcolm, pianiste, organiste, compositeur, claveciniste et chef d'orchestre anglais (° 28 février 1917).
- 1998 :
  - Joseph Cates, producteur, réalisateur et scénariste américain (° 10 août 1924).
  - Marvin Gay, Sr., homme d'église fondamentaliste américain (° 1er octobre 1914).
  - Edmond Levy, réalisateur et producteur canadien (° 26 septembre 1929).
  - Rachel Cosgrove Payes, romancière américaine (° 11 décembre 1922).
- 2000 :
  - Sirimavo Bandaranaike, femme politique sri lankaise, Première ministre du Sri Lanka de 1960 à 1965, de 1970 à 1977 puis de 1994 à 2000 (° 17 avril 1916).
  - Ambrogio Morelli, cycliste sur route italien (° 4 décembre 1905).

### XXIesiècle
- 2001 : Eddie Futch, boxeur américain (° 9 août 1911).
- 2002 : Teresa Graves, actrice américaine (° 10 janvier 1948).
- 2003 :
  - Eugene Istomin, pianiste américain (° 26 novembre 1925).
  - René Lucot, réalisateur et scénariste français (° 15 août 1908).
- 2004 :
  - François Bret, peintre français (° 7 juillet 1918).
  - Kenneth Gene « Ken » Caminiti, joueur de baseball américain (° 21 avril 1963).
  - Christopher Reeve, acteur américain (° 25 septembre 1952).
- 2005 : Milton Obote, homme politique ougandais, président de la République d’Ouganda de 1966 à 1971 puis de 1980 à 1985 (° 28 décembre 1924).
- 2006 :
  - Jean Ferré, historien de l'art et journaliste français (° 29 mai 1929).
  - Roger-Henri Guerrand, historien français (° 6 juillet 1923).
  - Colette Thomas, actrice française (° 28 décembre 1918).
- 2007 : Mehmed Uzun, écrivain et romancier turc et suédois (° 1953).
- 2008 :
  - Javad Nurbakhsh, poète, psychiatre, écrivain, médecin et professeur d'université iranien (° 10 décembre 1926).
  - Aleksey Prokurorov, fondeur soviétique puis russe (° 25 mars 1964).
- 2009 : Stephen Gately, chanteur et acteur irlandais (° 17 mars 1976).
- 2010 :
  - Solomon Burke, chanteur américain (° 21 mars 1940).
  - Joan Sutherland, cantatrice australienne (° 7 novembre 1926).
- 2012 :
  - Mamia Chentouf, femme politique algérienne (° v. 1922).
  - Jos Huysmans, cycliste sur route belge (° 18 décembre 1941).
  - Alexander George « Alex » Karras, joueur de football américain et acteur américain (° 15 juillet 1935).
  - Carla Porta Musa, essayiste et poète italienne, supercentenaire (° 15 mars 1902).
  - Kyaw Zaw, homme politique birman (° 3 décembre 1919).
- 2013 :
  - Joop Cabout, poloïste néerlandais (° 28 octobre 1927).
  - Scott Carpenter, pilote d'essai, astronaute et aquanaute américain (° 1er mai 1925).
  - Jan Kuehnemund, guitariste américaine (° 18 novembre 1961).
  - Kumar Pallana, acteur de cinéma indien (° 23 décembre 1918).
  - Cal Smith, chanteur et musicien de country américain (° 7 avril 1932).
- 2014 :
  - Jean-Marie Houdoux, producteur et animateur de radio français (° 31 mai 1930).
  - Valeri Karpov, hockeyeur sur glace soviétique puis russe (° 5 août 1971).
  - Lari Ketner, basketteur américain (° 1er février 1977).
  - Pavel Landovský, acteur, dramaturge et metteur en scène tchécoslovaque puis tchèque (° 11 septembre 1936).
- 2019 :
  - Annette Ardisson, journaliste française de radio (° 8 août 1950).
  - Marie-José Nat (Marie-José Benhalassa dite), actrice française (° 22 avril 1940).
- 2020 : Zbigniew Misiaszek, footballeur français (° 2 octobre 1933).
- 2021 : 

  - Abdul Qadeer Khan, scientifique et "proliférateur" nucléaire pakistanais (° 1er avril 1936).
- 2022 : 
  - Bruno Bagnoud, guide de montagne suisse (° 23 février 1935).
  - Roberto Bisacco, acteur italien (° 1er mars 1939).
  - Sergio Brighenti, footballeur international italien (° 23 septembre 1932).
  - Mulayam Singh Yadav, homme politique indien (° 22 novembre 1939).
- 2023 :
  - Karthyayani Amma, personnalité indienne (° vers 1922).
  - Jeff Burr, acteur, scénariste, réalisateur et producteur américain (° 18 juillet 1963).
  - Terry Dischinger, basketteur américain (° 14 novembre 1940).
  - Shirley Jo Finney, actrice et productrice américaine (° 14 juillet 1949).
  - Kim Nam-jo, poétesse sud-coréenne (° 25 septembre 1927).
  - Paul Leuquet, dessinateur, poète, peintre et graveur français (° 29 novembre 1932).
  - Louise Meriwether, romancière, essayiste, journaliste et militante afro-américaine (° 8 mai 1923).
  - Willy Pfund, homme politique suisse (° 18 août 1939).
- 2024 :
  - Fleur Adcock, poétesse et éditrice néo-zélandaise (° 10 février 1934).
  - Peter Cormack, footballeur international, puis entraîneur écossais (° 17 juillet 1946).
  - Ethel Kennedy, personnalité américaine, veuve de Robert Francis Kennedy (° 11 avril 1928).
  - Véronique Zuber, actrice et mannequin française, élue Miss France 1955 (° 23 janvier 1936).

## Célébrations
- Journée mondiale contre la peine de mort[11] comme en France en 1981 la veille 9 octobre.
- Nations unies : journée mondiale de la santé mentale[12].

- Cuba : jour de l'indépendance (voir 1868 plus haut).
- Fidji : fête nationale.
- Finlande : journée de la littérature célébrant la naissance ci-avant de l'écrivain Aleksis Kivi en 1834[13].
- Taïwan : fête nationale du « jour du double-dix » / 雙十節 célébrant un soulèvement à Wuchang en 1911[14].

### Saints des Églises chrétiennes

#### Saints des Églises catholiques et orthodoxes
- Aldric de Sens († 836), moine à l'abbaye de Ferrières, puis archevêque de Sens.
- Cassius de Bonn (de) († IIIe siècle) et Florent, martyrs avec plusieurs autres, à Bonn.
- Cerbon (it) († 575), évêque de Populonia.
- Clair de Nantes († IIIe siècle), premier évêque de Nantes.
- Eulampe (es) († 303), et sa sœur Eulampie, martyrs à Nicomédie.
- Eusèbe († Ier siècle), Éracle, Denis, Septime, et les saintes Septimie, Seconde, Salse, martyr(e)s en Afrique.
- Géréon de Cologne († 287), martyr avec trois cent dix huit autres, à Cologne.
- Loth ou Lot (לוט en hébreu, Λώτ [Lṓt] en grec ancien, لوط [Loūṭ] en arabe / Lût du Coran musulman, † après -2000, 1850 voire vers 1600 av. J.-C.), personnage patriarche de la Genèse dans la Tora(h) / le Pentateuque juif(ve) ou l'Ancien Testament chrétien biblique(s), fils de Haran et neveu d'Abraham célébré par exemple quant à ce dernier la veille 9 octobre avec sa femme et sœur la plus connue Sara(h) la tante dudit Lot.
- Paulin d'York († 644), 1er évêque d'York.
- Pinyte de Knossos (es) († 190), évêque en Crète.
- Tanche († 637), vierge et martyre à Troyes.
- Telchide († 660), 1re abbesse de l'abbaye Notre-Dame de Jouarre.
- Victor († IIIe siècle), et Mallosus, martyrs à Xanten.

#### Saints et bienheureux des Églises catholiques
- Daniel Fasanella († 1227), et ses compagnons franciscains dont Hugolain et Léon, martyrs à Ceuta.
- Daniel Comboni († 1881), fondateur des missionnaires comboniens du Sacré-Cœur.
- Édouard Detkens (pl) († 1942), prêtre martyr au camp de concentration de Dachau.
- François Borgia († 1570), supérieur général de la Compagnie de Jésus.
- Hugues de Mâcon († 1151), bienheureux moine, 1er abbé de Pontigny, puis évêque d'Auxerre.
- Jean de Bridlington († 1151), Moine anglais, chanoine régulier de saint Augustin, à Bridlington.
- Leon Wetmański (pl) († 1941), bienheureux évêque et martyr au camp de concentration de Soldau.
- María Catalina Irigoyen Echegaray († 1918), bienheureuse religieuse basque espagnole, servante de Marie auxiliaire des malades.
- Marie-Angèle Truszkowska († 1899), bienheureuse religieuse polonaise, fondatrice des sœurs de Saint Félix de Cantalice[17].

#### Saints orthodoxes du jour(aux dates parfois"juliennes"ou orientales)
- Ambroise d'Optina († 1891), starets au monastère d'Optino, en Russie.
- Amphiloque de Vladimir († 1122), évêque de Vladimir, en Volhynie, qui se retira à la Laure des Grottes de Kiev.
- André de Totma († 1673), fol-en-Christ de Russie.

### Prénoms du jour
Bonne fête aux Clair (les Claire et autres variantes féminines étant davantage fêtées les 11 août).
Et aussi aux :
- Hugolin et ses variante Ugolin(e), Ugolino/-a (cf. les Hugues des 1er avril).
- Aux Loth et ses variantes : Lot, Lotte (sinon Liselot(t)e).
- Aux Virgile.

## Traditions et superstitions

### Astrologie
- Signe du zodiaque : dix-huitième jour du signe astrologique de la Balance.

## Toponymie
Les noms de plusieurs voies, places, sites ou édifices de pays ou provinces francophones contiennent cette date sous diverses graphies : voir Dix-Octobre  voire Diez de Octubre (municipalité de La Havane).